# Skriftsprog
Skriftsprog er sprog, der udtrykkes eller repræsenteres ved hjælp af tegn, der nedfældes på et fast materiale eller elektronisk.

## Skriftsprogets oprindelse
Det første skriftsprog var kileskriften, og derefter kom hieroglyfferne; begge opstod mellem 4000-3000 f.Kr. Der er fundet symboler, der kunne være bogstaver, dateret til 410.000 år f.Kr., ridset ind i klippevægge.
Skrift som videnskab kan deles i epigrafik og palæografi:
- Epigrafik er inskriptioner i hårde materialer som sten, metal og ler.
- Palæografi er inskriptioner på papir, pergament eller papyrus. De kan inddeles efter, hvor de er fundet, eller hvilket sprog de er skrevet på som latinske, græske og hebraiske.

Nogle af de mere udviklede skriftsprog er dannet af symboler, mens de primitive er billeder af, hvad der er sket.
Den mest primitive form for skrift kan sammenlignes med Bayeux-tapetet. Efterhånden blev det mere praktisk at lave en skrift, der var baseret på symboler. Det er ideogrammer og betyder, at skriftsproget blev mere fleksibelt så en simpel tegning af hus kunne betyde både hus og hjem.
Endnu en stor udvikling begyndte, da tegn fik en fonetisk værdi; det første skridt i retning af det alfabet, vi kender i dag. Hvert enkelt tegn har en lydværdi med konsonant- og vokallyde. Der er stadig skriftsprog, der bruger et tegn med flere sammensatte konsonant- og vokallyde.
De fleste skriftsprog har gennemgået tre faser:
- Billeder der forstiller det, de skal betyde: Denne skrift kan udtales på alle sprog.
- Ideogrammer der afbilder symboler, som kan tolkes forskelligt; denne skrift kan også læses på alle sprog.
- Fonogrammer, hvor tegn har betydningen for flere lyde.

Der findes overgange mellem første og anden fase. De fleste ældste skriftsprog har udviklet sig gennem de tre faser.

## Kileskrift
Kileskriften blev taget i brug, efter at sumererne indtog Mesopotamien, nu Irak. Kileskriften opstod inden for de første 500 år, efter at sumererne indtog landet i midten af det 4. årtusinde f. Kr. De ældste eksempler på kileskrift er fundet i byen Uruk. Der er tvivl om, hvor kileskriften har sin oprindelse, fordi den både har noget tilfælles med de ægyptiske hieroglyffer og en skrift, der er fundet i Indusdalen. Kileskriften opstod som en billedskrift, der udviklede sig til ideogrammer og videre til fonogrammer.
Det folk, der boede i Mesopotamien, var akkader, en blanding af assyrere og babyloniere. Der var megen fremgang der, og det akkadiske sprog blev internationalt, og kileskrift blev udbredt. Der er fundet lertavler med kileskrift i hele middelhavsområdet. Denne fremgang førte til en guldalder for babylonisk litteratur og videnskab, og alt blev nedskrevet. Det var ikke kun de kongelige skrivere, der brugte kileskriften. Den blev også brugt til handler og aftaler. Kileskriften blev tilpasset de forskellige sprog og lande, den blev udbredt i, men grundlaget var kileskrift. Derfor er der også megen forskel på den ældste babylonske kileskrifts 700 tegn, der tilhører sproget sumerisk, og den nyeste form for kileskrift, der blev brugt i Persien, med kun 41 tegn.
Der er udgravet et gammelt assyrisk bibliotek med mange tusinde lertavler med smuk kileskrift. Der blev fundet detaljerede beskrivelser af de krigstogter, de assyriske konger foretog, og der er også fundet bibelske fortællinger.
Den nyeste kileskrift stammer fra 75 år e.Kr., men den begyndte at uddø i begyndelsen af 5. århundred f.Kr.. Kileskriftens uddøen foregik samtidigt med, af det babylonske sprog uddøde. I slutningen af det 5. århundred blev kileskrift kun brugt til juridiske kontrakter, men det var ikke helt slut for kileskriften. Den havde nemlig en kort genopblussen fra tredje til første århundrede f.Kr.
Kileskrift blev tydet i 1900-tallet, og det var den nyeste udgave af kileskrift, der blev tydet først, og det var et gennembrud for tydningen af de ældste eksempler. Der er tre navne, der er vigtige i tydningen af kileskrift: G. F. Grotefend, en tysk gymnasielærer der tydede de første 12 tegn. Lassen, en norsk elev af en fransk orientalist, var den første, der påviste, at persisk kileskrift var stavelsestegn. Det sidste er den britiske major Henry C. Rawlinson, der oversatte kileskriftteksten på den berømte tresprogede indskrift ved Behistun.

## Hieroglyffer
Der findes flere skrifter, der er kaldt hieroglyffer, selv om det er de ægyptiske hieroglyffer, vi kender som de originale. Det er ikke  korrekt at kalde de ikke-ægyptiske skriftsystemer for hieroglyffer. Fx maya-skrifterne, hittitternes skrift og kretiske hieroglyffer.
De tidligste kendte ægyptiske hieroglyffer er fra begyndelsen af det 3. årtusinde f. Kr. Vi er ikke sikre på deres udvikling; det var tidligere en anerkendt teori, at de ægyptiske hieroglyffer opstod på samme måde som kileskriften, men det er der efterhånden tvivl om.
Ægypterne havde en opsvingstid i det 1. dynasti, og samtidig nåede den ægyptiske skrift sin fulde udvikling. I Ægypten regerede det første dynasti omkring 30. eller 29. århundrede f.Kr.
Derefter forblev den ægyptiske hieroglyfskrift næsten uforandret i 3000 år.
Ægyptiske hieroglyffer bliver oftest delt op i to grene: én til formelle dokumenter og ritualer og en anden til dagligdags brug.
Den oprindelige form for formel ægyptisk hieroglyf skrift består af:
- ca. 75 tokonsonantiske fonogrammer, hvoraf 50 var almindeligt brugt
- 24 énkonsonantiske tegn + 6 homofoner; tilsammen dækker de alle konsonantlyde i det ægyptiske sprog.

Man skulle tro, at ægypterne derved havde opfundet det første alfabet, men ægypterne brugte ikke deres tegn eller hieroglyffer som et alfabet, og resultatet blev, at deres skriftsprog ikke blev så smidigt som et skriftsprog med alfabet. Denne del af skriftsproget blev kaldt hieratisk skrift, som betyder hellige tegn eller præstelige. Det skyldes, at egypterne mente, at deres 'visdom og skriftens gud', Thoth, havde givet skriften som gave til menneskeheden. De mente derfor, at hieroglyfferne havde en magisk kraft.
Den type skrift blev benyttet i 3000 år og endte med at ligge vandret og blive skrevet fra højre mod venstre. I begyndelsen med det meget typiske ægyptiske hieroglyfudseende, hvor skriften er skrevet lodret, oppefra og ned.
Den anden skrift til dagligdags brug er demotisk. (Demos betyder folk og blev brugt af folket). Demotiske dokumenter findes fra 7. århundrede f.Kr. til år 476 e.Kr. Det er en kursiv udgave af det hieratiske skriftsprog, og den endte med at være så skrå, at de meget billedlige ægyptiske hieroglyffer blev omdannet til tegn.
Det store gennembrud for tydningen af de ægyptiske hieroglyffer var fundet af Rosettestenen med indskriften på to sprog – og tre skriftsprog hieratisk, demotisk og græsk. Derved kunne man sammenligne de tre, og af tidligere inskriptioner kunne udledes få sætninger og navne. Selv om det ikke lyder som et stort fremskridt, var det så skelsættende, at det førte til den fulde oversættelse.

## Alfabet
Der findes mange alfabeter. Det første har sin oprindelse i Kanaen (i dag Israel), Mellemøsten, Syrien, og det var en naturlig udvikling, da der var meget handel i området. Det har været meget lærde mænd, der opfandt det, fordi der var inspiration fra de ægyptiske hieroglyffer og den fønikisk skrift. Det første alfabet opstod omkring 2. årtusind f.Kr. Der findes et "stamtræ" der viser, hvordan alfabeterne har udviklet sig. Alfabetet opstod, da hvert tegn fik en lydværdi, samtidig med at tegnene blev enklere. Derved opstod et enkelt og funktionelt skriftsprog.

## Vigtige begivenheder
| De tidligste skriftsprog                                                             |                                                          |                                                                                                  |
| Land                                                                                 | Navn på skriftsprog                                      | Tidligste eksempel på skrift                                                                     |
| Sumer                                                                                | Kileskrift                                               | Midt i det 4. årtusind f. Kr.                                                                    |
| Persien                                                                              | Persisk kileskrift                                       | 550 f.Kr.                                                                                        |
| Ugarit (Ras Shamra)                                                                  | Ungritiske kileskrift                                    | 15. århundrede f. Kr.                                                                            |
| Egypten                                                                              | Hieroglyfskrift                                          | Ca. 3000 f.Kr.                                                                                   |
| Kreta (minoisk kultur)                                                               | Billedskrift A                                           | Ca. 2000 f.Kr. – 1850 f.Kr.                                                                      |
| Kreta (minoisk kultur)                                                               | Billedskrift B                                           | Ca. 1850 f.Kr. – 1700 f.Kr.                                                                      |
| Kreta (minoisk kultur)                                                               | Linear A                                                 | Ca. 1550 f.Kr.                                                                                   |
| Kreta, Cypern samt flere (mykenæisk kultur)                                          | Linear B                                                 | Ca. 1400-1200 f.Kr.                                                                              |
| Kreta (enkelt tilfælde)                                                              | Phaistodiskos                                            | ca. 1700 f.Kr                                                                                    |
| Kreta (tidlig form for græsk)                                                        | Etokertisk                                               | Ca. 1700 f.Kr.                                                                                   |
| Indien                                                                               | Induskulturens skrift                                    | ca. 3. årtusind f.Kr – 1. årtusind                                                               |
| Tyrkiet                                                                              | Hittitisk skrift                                         | hittitisk kileskrift fra 1700-1200 f.Kr og hittitisk hieroglyf skrift ca. 1500 f.Kr – 600 f. Kr. |
| -                                                                                    | Asiatiske skriftsprog                                    |                                                                                                  |
| Land                                                                                 | Navn på skriftsprog                                      | Tidligste eksempel på skrift                                                                     |
| Kina                                                                                 | Kinetisk skrift                                          | midten af det 2. århundrede f.Kr.                                                                |
| Kina                                                                                 | Lolo skriften                                            | ca. 1533 e.Kr.                                                                                   |
| Kina                                                                                 | Na-khi-skriften                                          | ca. 8. århundrede e.Kr.                                                                          |
| Kina                                                                                 | Miao- og Yao-skrifterne (kunstigt)                       | blev færdiggjort i 1904 af kristne missionærer                                                   |
| Kina                                                                                 | Khitan-, Niu-chih- og Si-hia-skrifterne                  | 10., 11. og 12. århundrede e.Kr.                                                                 |
| Japan                                                                                | Kana                                                     | 8. og 9 århundrede e.Kr.                                                                         |
| Påskeøen (Stillehavet ud for Chile)                                                  | Rongorongo                                               | Næppe en egentlig skrift. Man gætter på at den er opstået ca. 300 e.Kr.                          |
| Amerikanske skriftsprog                                                              |                                                          |                                                                                                  |
| Land                                                                                 | Navn på skriftsprog                                      | Tidligste eksempel på skrift                                                                     |
| Mesoamerika                                                                          | Mayaernes skrift                                         | Ca. 0                                                                                            |
| Mexico                                                                               | Toltekernes skrift                                       | 1. årtusind e.Kr.                                                                                |
| Mexico                                                                               | Cihchimeca’er og otomi’er                                | ca. 10. århundrede e.Kr.                                                                         |
| Mexico                                                                               | Aztekernes skrift (forsættelse af mayaernes skrift)      | Efter ca. 1168                                                                                   |
| Alfabeter                                                                            |                                                          |                                                                                                  |
| Land                                                                                 | Navn på skriftsprog                                      | Tidligste eksempel på skrift                                                                     |
| Syrien og Palæstina                                                                  | Nordsemitiske alfabet                                    | 11. århundrede f.Kr.                                                                             |
| Israel                                                                               | Hebraisk alfabet                                         | 11. århundrede f.Kr. til det 1. århundrede e.Kr.                                                 |
| Palæstina, romersk mandat område samt britisk mandat område (ikke selvstændigt land) | Sydarabisk alfabet                                       | 1. århundrede f.Kr. til nu                                                                       |
| Fønikiske kyst Libanon Middelhavet’ kyster til Gibraltarstrædet, Spanien             | Fønikiske alfabet                                        | 11. århundrede f.Kr                                                                              |
|                                                                                      |                                                          |                                                                                                  |
| Assyrien                                                                             | Aramæisk                                                 | ca. 8. århundrede f.Kr.                                                                          |
| Petra (i Jordan)                                                                     | Nabatæiske alfabet                                       | 2. århundrede f.Kr. til 2. århundrede e.Kr.                                                      |
| Mellem østlige lande                                                                 | Arabisk alfabet                                          | År 512                                                                                           |
| Grækenland                                                                           | Græsk alfabet                                            | ca. 650 f.v.t til idag.                                                                          |
| Rom                                                                                  | bogstavskrift med vokaler (udviklet fra fønikisk skrift) | Ca. 600 f.v.t                                                                                    |
| Europa, Asien, Amerika og Afrika                                                     | Latinske alfabet                                         | Ca. 700 f.v.t. – til nu                                                                          |
| bulgarsk, hviderussisk, makedonsk, russisk, serbisk, ukrainsk                        | Kyrilliske alfabet                                       | 10. århundrede                                                                                   |

## Største skriftsprog rangordnet efter udbredelse
Nedenstående er fra Dr. Bernard Comrie’s artikel til Encarta Encyclopedia (1998): Antallet af personer der har sproget som modersmål.
1. Kinesisk (836 millioner)
2. Hindi (333 millioner)
3. Spansk (332 millioner)
4. Engelsk (322 millioner)
5. Bengali (189 millioner)
6. Arabisk (186 millioner)
7. Russisk (170 millioner)
8. Portugisisk (170 millioner)
9. Japansk (125 millioner)
10. Tysk (98 millioner)
11. Fransk (72 millioner)

I alt er der ca. 150 levende skriftsprog, men det skal sammenlignes med, at der er over 3000 talesprog.